# 焼津インターチェンジ
焼津インターチェンジ（やいづインターチェンジ）は、静岡県焼津市の東名高速道路上にあるインターチェンジ。
形状は一般道路と平面交差するシングルトランペット型である。下り線出口ランプウェイは2車線確保されている。

## 道路
- E1 東名高速道路（12番）

## 接続する道路
- 静岡県道81号焼津森線（国道150号、静岡県道381号島田岡部線（旧国道1号）、国道1号藤枝バイパス（広幡インターチェンジ）および新東名高速道路藤枝岡部インターチェンジに接続）

## 歴史
- 1969年2月1日 : 静岡IC - 岡崎IC開通に伴い開設。

## 料金所

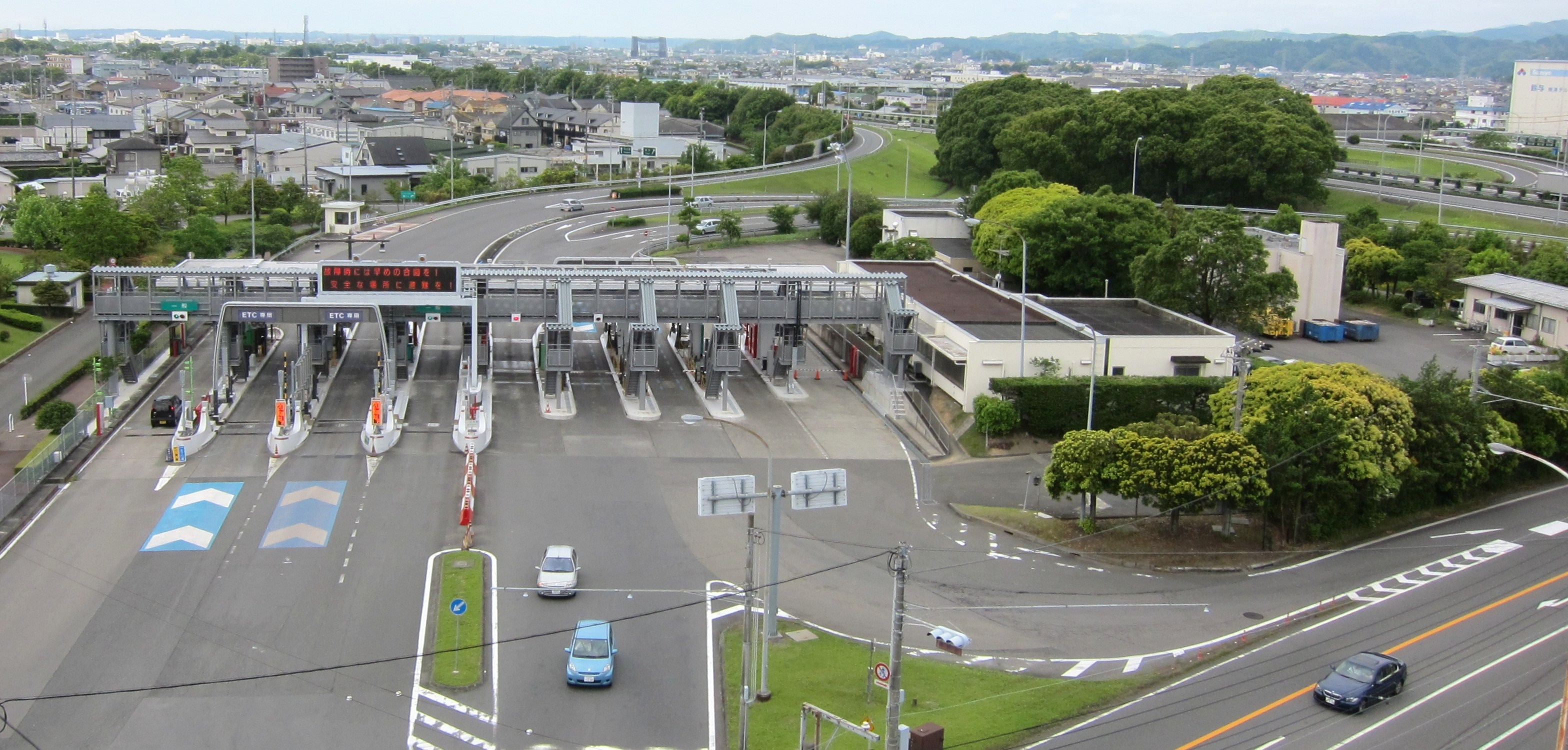
料金所

- ブース数 : 9

### 入口
- ブース数 : 4
  - ETC専用 : 2
  - 一般 : 2

### 出口
- ブース数 : 5
  - ETC専用 : 2
  - 一般 : 2
  - 一般（精算機）: 1

## 周辺
- 焼津さかなセンター
- 焼津駅
- 焼津漁港

## 隣
E1 東名高速道路
(11)静岡IC - （日本坂トンネル） - 日本坂PA - (12)焼津IC -  （12-1）大井川焼津藤枝SIC - (13)吉田IC